# Gomes Gonçalves do Lago
Gomes Gonçalves do Lago (c. 1230 -?) foi um nobre do Reino de Portugal, tendo sido senhor feudal do Couto de Rendufe e da Domus fortis denominada Torre do Lago. 

## Biografia
Foi rico-homem deste reino, tendo vivido uma vida longa uma vez que atravessou os reinados do rei D. Afonso II de Portugal, D. Sancho II de Portugal e D. Afonso III de Portugal.
O Couto de Rendufe, local onde esta família teve o seu solar, fica na atual freguesia portuguesa do concelho de Amares, foi, até ao início do século XIX, sede deste couto.

## Relações familiares
Foi filho de D. Gonçalo Gonçalves de Palmeira (c. 1170 -?) e de Maria Pais de Toronho, filha de Paio Curvo de Toronho e de Garcia.
Casou com Teresa Gomes, (sendo as segundas nupcias da esposa, tendo esta sido casada com Vasco Raha) filha de Gomes Ansur e de Estevainha Pires da Nóbrega, de quem teve:
1. Martim Gomes do Lago,
2. Pedro Gomes do Lago (1260 - 1345) casado com Elvira Martins de Talhavezes,[5][6]
3. Gonçalo Rodrigues do Lago casado com Beatriz Correia,
4. Joana Gomes do Lago casada com Pedro Anes de Cardos.